# Уэбб, Уильям (боксёр)
Уильям Уэбб (англ. William Webb; 19 ноября 1882 — ?) — британский боксёр, бронзовый призёр летних Олимпийских игр 1908.
На Играх 1908 в Лондоне Уэбб соревновался в весовой категории до 52,6 кг. Дойдя до полуфинала, он занял третье место и выиграл бронзовую медаль.